# اشنیکو
اشتون نیکول کِیسی (به انگلیسی: Ashton Nicole Casey؛ زادهٔ ۱۹ فوریهٔ ۱۹۹۶)، که بیشتر با نام هنری اشنیکو (به انگلیسی: Ashnikko؛ (‎/æʃˈniːkoʊ/‎ ash-NEE-koh) شناخته می‌شود؛ خواننده، ترانه‌سرا و رپر بریتانیایی ساکن ایالات متحده آمریکا است. او با وایرال شدن موزیک ویدئو خود به نام «احمق» بر روی پلتفرم تیک‌تاک به شهرت رسید؛ و گواهینامهٔ طلایی در ایالات متحده و کانادا را کسب کرد.

## اوایل زندگی
اشتون نیکول کیسی، ۱۹ فوریهٔ ۱۹۹۶ در اووک ریج، کارولینای شمالی متولد شد او کودکی‌اش را در شهر گرینزبورو گذرانده‌است. والدینش او را با موسیقی کانتری و اسلپ‌نات بزرگ کرده‌اند. او به یاد می‌آورد در سن ده سالگی وقتی به آلبوم آرولار از ام.آی.ای. گوش می‌داده به رپ علاقه‌مند شده؛ اشنیکو می‌گوید تا سن ۱۶ سالگی به خوانندگان مرد گوش نمی‌داده. در نوجوانی، خانواده‌اش برای تحصیلات پدرش به استونی نقل مکان کردند و یک سال را آنجا گذراندند و بعد از آن به شهر ریگا، لتونی رفتند؛ در آن زمان او تنها آمریکایی بود که در دبیرستان دولتی لتونی تحصیل می‌کرد. در ۱۸ سالگی اشنیکو به تنهایی به لندن مهاجرت کرد.

## حرفه

### ۲۰۱۹–۲۰۱۶: شروع حرفه وسلام این منم
اولین آهنگ اشنیکو، «تمساح»، توسط رف ریلی تهیه و در ژوئیهٔ ۲۰۱۶ در ساوندکلاود منتشر شد. اشنیکو نخستین آلبوم چندآهنگه خود را به نام ساس پنکیکس با حضور آولینو و تهیه‌کنندگی رف ریلی در سال ۲۰۱۷ با دیجیتال پیک‌نیک منتشر کرد. دومین آلبوم چندآهنگهٔ او به نام غیرقابل‌قبول، با آهنگ‌های «انفجار»، «دختر خوب»، «دعوت» و «بدون مغز» با حضور کودی شین در نوامبر ۲۰۱۸ منتشر شد. اشنیکو سومین آلبوم چندآهنگهٔ خود سلام این منم را در ژوئیهٔ ۲۰۱۹ منتشر کرد؛ پیش از انتشار آهنگ اصلی به نام «سلام این منم»، آهنگ تبلیغاتی «ویژه»، منتشر شد و بعد از آن دومین آهنگ اصلی این آلبوم «احمق» با همکاری یانگ بیبی تیت، در تیک‌تاک منتشر و به سرعت وایرال شد. این آهنگ در جدول فوران‌کننده زیر ۱۰۰ آهنگ داغ، جدول آهنگ‌های داغ آراندبی/هیپ-هاپ و جدول وایرال‌های اسپاتیفای زیر ۵۰ رتبهٔ یک را کسب کرد. این آهنگ در اوت ۲۰۲۰، گواهینامهٔ طلایی در ایالات متحده و کانادا را کسب کرد. آهنگ «کارگر عوضی» این آلبوم نیز در تیک‌تاک محبوب شد. اشنیکو در نوشتن هشت آهنگ از آلبوم بروک کندی به نام سکسورسیسم همکاری کرد؛ این آلبوم در اکتبر ۲۰۱۹ منتشر شد.

## جوایز و نامزدی‌ها
| سازمان                      | سال  | جایزه                             | آهنگ            | نتیجه     | منبع   |
| --------------------------- | ---- | --------------------------------- | --------------- | --------- | ------ |
| جوایز موزیک ویدئوی بریتانیا | ۲۰۱۹ | بهترین موزیک ویدئو پاپ - تازه‌وارد | «سلام این منم»  | برنده     | [ ۲۴ ] |
| جوایز موزیک ویدئوی بریتانیا | ۲۰۲۰ | بهترین موزیک ویدئو پاپ - تازه‌وارد | «مست با دوستام» | در انتظار | [ ۲۵ ] |
| جوایز موزیک ویدئوی بریتانیا | ۲۰۲۰ | بهترین موزیک ویدئو پاپ - بریتانیا | «گریه»          | در انتظار | [ ۲۵ ] |
| جایزهٔ موسیقی ام‌تی‌وی اروپا   | ۲۰۲۰ | بهترین هنرمند حمایت‌شده            | خودش            | در انتظار | [ ۲۶ ] |